# 日曜の朝
「日曜の朝」（原題： Sunday Morning）はヴェルヴェット・アンダーグラウンドとニコが1966年に発表した楽曲。

## 概要
本作品はアルバム『ヴェルヴェット・アンダーグラウンド・アンド・ニコ』において最後に録音された曲となった。トム・ウィルソンはニコのリード・ボーカルで、かつシングルとしてヒットする可能性のある楽曲が必要だと考えた。彼のリクエストにより、ルー・リードとジョン・ケイルは実際に日曜日の朝、ニコの声を思い浮かべながら「日曜の朝」を書いた。曲のテーマはアンディ・ウォーホルの言葉に示唆されて生まれた。
とリードは述べている。
レコーディングはトム・ウィルソンのプロデュースの下、ニューヨークのメイフェア・レコーディング・スタジオで行われた。リード・ボーカルはニコではなく、ルー・リードが担当した。同年12月、シングルA面として発売。B面はウォーホルがプロデュースした「宿命の女」。
1967年3月12日発売のファースト・アルバム『ヴェルヴェット・アンダーグラウンド・アンド・ニコ』に収録された。

## 評価
AllMusicのマーク・デミングは、この曲は「ドリーミー・ポップ」であり、アルバム唯一の曲であると書いた。キャッシュボックスは、このシングルは「心に残る、叙情的な感情を掻き立てる聖歌」であると述べた。

## 演奏者
- ルー・リード - リード・ボーカル、ギター
- ジョン・ケイル - チェレスタ、ヴィオラ、ピアノ
- ニコ - バッキング・ボーカル
- スターリング・モリソン - ベース
- モーリン・タッカー - パーカッション